# Walter Friedrich (Psychologe)
Walter Friedrich (* 5. Oktober 1929 in Neuland, Landkreis Löwenberg, Niederschlesien; † 12. September 2015 in Leipzig, Sachsen) war ein deutscher Psychologe, Pädagoge und Jugendforscher. Er war in der Deutschen Demokratischen Republik (DDR) 1966 Gründer und bis 1990 Leiter des Zentralinstituts für Jugendforschung.

## Leben
Walter Friedrich war nach dem Zweiten Weltkrieg zunächst von 1948 bis 1950 als Neulehrer tätig. Im Jahr 1948 wurde er Mitglied der Sozialistischen Einheitspartei Deutschlands (SED). Nachdem er das Abitur nachgeholt hatte, studierte er von 1950 bis 1957 Pädagogik und Psychologie an der Universität Leipzig und ging anschließend nach Dresden an das Pädagogische Institut. Im Jahr 1959 kehrte er nach Leipzig zurück, wo er zunächst als wissenschaftlicher Assistent an der Deutschen Hochschule für Körperkultur und Sport und anschließend bis 1965 als Assistent beziehungsweise Oberassistent am Psychologischen Institut der Universität tätig war. Während dieser Zeit promovierte er 1962, zwei Jahre später wurde er mit einer Arbeit zu Problemen der Jugendpsychologie habilitiert. 1965 wurde er Mitarbeiter des Amtes für Jugendfragen beim Ministerrat der DDR und erhielt den Auftrag, das Zentralinstitut für Jugendforschung zu gründen. Er leitete das Institut von 1966 bis 1990, anschließend war er bis 1995 Geschäftsführer der Forschungsstelle für Sozialanalysen in Leipzig.
1984 wurde ihm der Vaterländische Verdienstorden in Gold verliehen.

## Werke (Auswahl)
- Jugend heute. Berlin 1966
- Der sozialwissenschaftliche Forschungsprozess. Berlin 1975
- Zur Kritik bürgerlicher Begabungstheorien. Berlin 1979
- Zur Psychologie älterer Schüler. Berlin 1983
- Zwillingsforschung international. Berlin 1986
- Sozialpsychologie für die Praxis. Berlin 1988
- Jugend Ost. Zwischen Hoffnung und Gewalt. Opladen 1993 (mit Peter Förster, Harry Müller, Wilfried Schubarth) ISBN 3-8100-1126-6
- Jugend im Osten: politische Mentalität im Wandel. Leipzig 1996 (mit Peter Förster) ISBN 3-929994-68-2
- Das Zentralinstitut für Jugendforschung Leipzig 1966 - 1990. Geschichte, Methoden, Erkenntnisse. Berlin 1999 (mit Peter Förster, Kurt Starke) ISBN 978-3-932180-53-8